# Rolling Hills Estates
Rolling Hills Estates ist eine Stadt im Los Angeles County des US-Bundesstaats Kalifornien in den Vereinigten Staaten.
Das U.S. Census Bureau hat bei der Volkszählung 2020 eine Einwohnerzahl von 8280 ermittelt. Der Ort besteht größtenteils aus Wohnvierteln.

## Geographie
Das Stadtgebiet umfasst 9,359 km², wovon 0,115 km² (1,22 %) Wasser sind.
Rolling Hills Estates befindet sich im Südwesten des Los Angeles County in den Palos Verdes Hills auf der Halbinsel Palos Verdes. Nachbarstädte sind Palos Verdes Estates, Rancho Palos Verdes und Rolling Hills.
Im Ort gibt es ein umfangreiches Netz von Reitwegen. Es existiert ein Gewerbegebiet, in dem sich das Einkaufszentrum "The Promenade on the Peninsula" befindet, in dem es ein Multiplex-Kino und eine Eisbahn gibt.